# 基绍什索尼福
基绍什索尼福，是匈牙利巴兰尼亚州所辖的一个村。总面积8.87平方公里，总人口182，人口密度20.5人/平方公里（2011年1月1日）。